# Erigorgus tuolumnensis
Erigorgus tuolumnensis là một loài tò vò trong họ Ichneumonidae.